# 圣奥斯瓦尔德堂 (格拉斯米尔)
圣奥斯瓦尔德堂（St Oswald's Church）是一座圣公会教堂堂区教堂，位于英格兰坎布里亞郡湖区的格拉斯米尔村，属于圣公会卡莱尔教区威斯特摩兰和弗内斯副主教區温德米尔会吏长区。该堂列为I级登录建筑。 该堂的著名之处，不仅有建筑，还有与诗人威廉·华兹华斯一家的联系, 以及一年一度的 rushbearing 仪式。

## 历史
格拉斯米尔的第一座教堂由诺森布里亚的奥斯瓦尔德创建于642年。目前的教堂位于原址附近，以其命名，建于14世纪 。